# Мёрфи, Тревор
Тревор Мёрфи (англ. Trevor Murphy; род. 17 июля 1995, Уинсор, Онтарио) — канадский хоккеист, защитник СКА.

## Игровая карьера
Вырос в Виндзоре, Онтарио и играл за Сан Каунти Пантерз ААА, где на синей линии он играл с обладателем Колдер Трофи Аароном Экбладом. В том же году он набрал выдающиеся 92 очка в 59 играх. Он был выбран «Питерборо Питс» в 3-м раунде драфта ОХЛ Приорити.
22 ноября 2012 года был продан из «Питерборо Питс» в «Виндзор Спитфайрс». После сезона 2013 года был назначен помощником капитана. В том сезоне он занял 4-е место среди лучших защитников по результативности, набрав 63 очка и став лидером своей команды.
Пройдя незамеченным в драфтах НХЛ 2014 и 2015 годов, он посетил лагерь перспективных игроков «Нэшвилл Предаторз». 17 сентября 2015 года он подписал контракт с Предаторз и был направлен в их фарм-команду "«Милуоки Эдмиралс».
Во время крайнего срока обмена 2018 года и в последний год своего контракта, Мерфи вместе с Пьером-Седриком Лабри были проданы «горничными котами» в «Аризона Койотис» в обмен на Тайлера Годе и Джона Рэмеджа. Он дебютировал в НХЛ 24 марта 2018 года в игре против «Флорида Пантерз». Он забил свой первый гол в НХЛ в игре против «Тампа-Бэй Лайтнинг» 26 марта 2018 года.
В следующем сезоне 2018-19 Мёрфи продолжил выступать в АХЛ за аффилированную команду Койотс, «Тусон Роудраннерс». Мёрфи лидировал в «Роудраннерс» с 5 голами с синей линии и набрал 13 очков в 27 играх, прежде чем 28 декабря 2018 года Аризона обменяла его в «Анахайм Дакс» на Джованни Фиоре. Он был назначен на оставшуюся часть сезона в аффилированную команду АХЛ, «Сан-Диего Галлз», и помог клубу выйти в финал Западной конференции, набрав 6 очков в 16 играх после сезона.
После четырех профессиональных сезонов в Северной Америке с небольшим количеством времени в НХЛ Мерфи решил подписать свой первый контракт за границей, подписав 7 июня 2019 года двухлетний контракт с китайским клубом «Куньлунь Ред Стар» из КХЛ.
В разгар своего второго года в «Куньлунь Ред Стар» в сезоне 2020-21, набрав 8 результативных передач в 17 играх, 4 декабря 2020 года Мерфи был продан «Ак Барс» из Казани. Мерфи набрал еще 8 очков в 21 игре регулярного сезона с Ак Барсом, прежде чем помог клубу выйти в финал Восточной конференции, набрав 4 очка в 8 играх.
Перед сезоном 2021-2022 годов 17 августа 2021 года Мёрфи был продан в «Сибирь» из Новосибирской Области.
В сезоне 2022/2023, Мёрфи, помог «Сибири» выйти в плей-офф, набрав 46 очков в 62 играх. Сибирь вылетела в 1-м раунде плей-офф от омского «Авангарда», проиграв в серии 4:1, но за эти 5 матчей, Тревор, набрал 4 очка, забив 2 гола и отдав 2 передачи.
В следующим сезоне, Мёрфи не играл пол-сезона из-за травмы, и не смог помочь «Сибири» выйти в плей-офф, но успел набрать 17 очков в 31 матче.
В нынешнем сезоне, Тревор, является одним из лидеров «Сибири», «снеговики» была на грани выхода во 2-й раунд плей-офф, но оступились в 7-м матче серии с уфимским «Салаватом Юлаевом», проиграв в серии со счётом 4:3. Мёрфи набрал рекордные 64 очка, за 71 игру.

## Статистика
| Сезон   | Команда                | Лига      | М  | Г  | А  | О  | ПП  |
| ------- | ---------------------- | --------- | -- | -- | -- | -- | --- |
| 2010-11 | Сан Каунти Пантерз ААА | Юношеская | 59 | 39 | 53 | 92 | 50  |
| 2011-12 | Питерборо Питс         | ОХЛ       | 60 | 1  | 19 | 20 | 52  |
| 2012-13 | Питерборо Питс         | ОХЛ       | 23 | 2  | 2  | 4  | 23  |
| 2012-13 | Виндзор Спитфайрс      | ОХЛ       | 42 | 7  | 17 | 24 | 60  |
| 2013-14 | Виндзор Спитфайрс      | ОХЛ       | 51 | 8  | 21 | 29 | 57  |
| 2014-15 | Виндзор Спитфайрс      | ОХЛ       | 59 | 24 | 39 | 63 | 104 |
| 2015-16 | Милуоки Эдмиралс       | АХЛ       | 59 | 11 | 21 | 32 | 37  |
| 2016-17 | Милуоки Эдмиралс       | АХЛ       | 75 | 12 | 21 | 33 | 92  |
| 2017-18 | Милуоки Эдмиралс       | АХЛ       | 48 | 8  | 18 | 26 | 69  |
| 2017-18 | Тусон Роудраннерс      | АХЛ       | 11 | 2  | 7  | 9  | 4   |
| 2017-18 | Аризона Койотис        | НХЛ       | 8  | 1  | 2  | 3  | 0   |
| 2018-19 | Тусон Роудраннерс      | АХЛ       | 27 | 5  | 8  | 13 | 26  |
| 2018-19 | Сан-Диего Галлс        | АХЛ       | 37 | 3  | 15 | 18 | 48  |
| 2019-20 | Куньлунь Ред Стар      | КХЛ       | 60 | 10 | 17 | 27 | 82  |
| 2020-21 | Куньлунь Ред Стар      | КХЛ       | 17 | 0  | 8  | 8  | 14  |
| 2020-21 | Ак Барс                | КХЛ       | 21 | 2  | 6  | 8  | 8   |
| 2021-22 | Сибирь                 | КХЛ       | 26 | 6  | 13 | 19 | 37  |
| 2022-23 | Сибирь                 | КХЛ       | 62 | 10 | 36 | 46 | 74  |
| 2023-24 | Сибирь                 | КХЛ       | 31 | 6  | 11 | 17 | 34  |
| 2024-25 | Сибирь                 | КХЛ       | 64 | 13 | 45 | 58 | ?   |

М=Матчи
Г=Голы
А=Ассисты
О=Очки
ПП=Показатель Полезности